# Presidenti della Provincia di Rieti
Elenco dei presidenti dell'amministrazione provinciale di Rieti.

## Regno d'Italia (1927-1946)

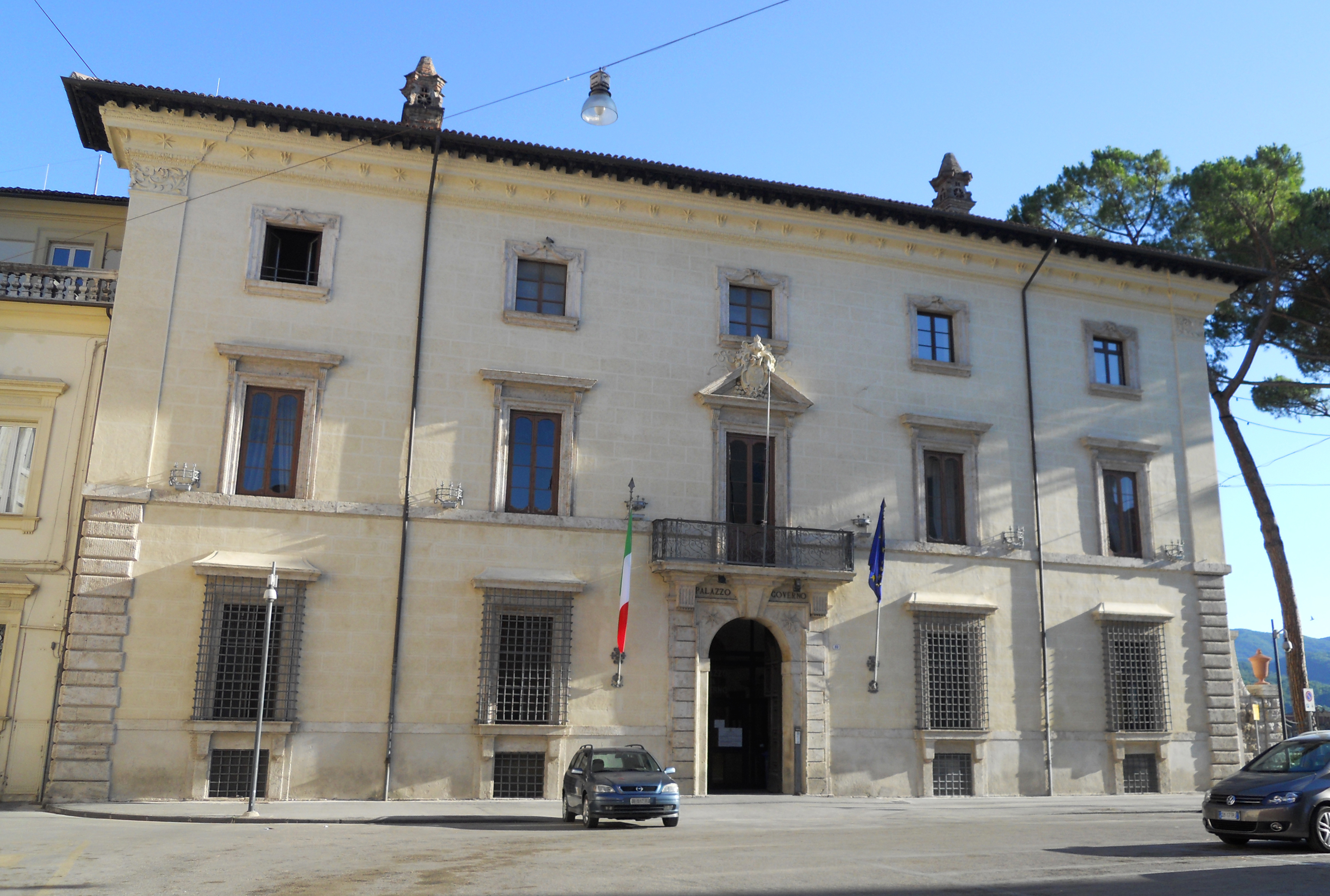
Palazzo Vincentini, sede della provincia dalla sua istituzione fino al dopoguerra

### Presidi del Rettorato (1927-1944)
| Nº | Nº | Ritratto | Nome                                        | Mandato         | Mandato          | Partito                       |
| Nº | Nº | Ritratto | Nome                                        | Inizio          | Fine             | Partito                       |
| -- | -- | -------- | ------------------------------------------- | --------------- | ---------------- | ----------------------------- |
| 1  |    |          | Annibale Marinelli De Marco                 | 1927            | 15 luglio 1937   | Partito Nazionale Fascista    |
| 2  |    |          | Francesco Palmegiani                        | 28 luglio 1937  | 9 ottobre 1943   | Partito Nazionale Fascista    |
| –  |    |          | Gino Colelli (Vicepreside facente funzioni) | 25 ottobre 1943 | 31 dicembre 1943 | Partito Nazionale Fascista    |
| 3  |    |          | Cesare Pileri                               | 10 gennaio 1944 | 25 maggio 1944   | Partito Fascista Repubblicano |

## Repubblica italiana (dal 1946)

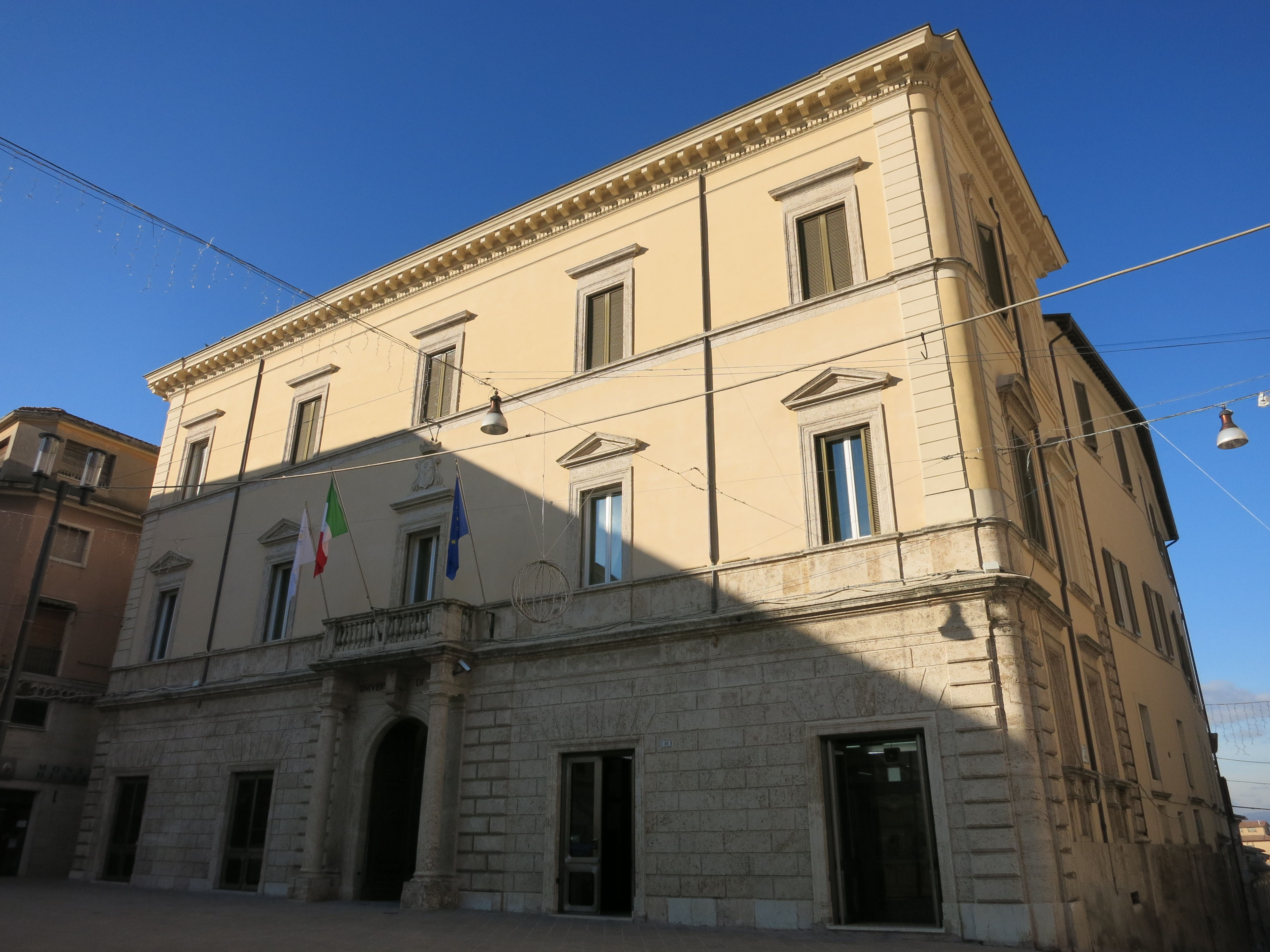
Palazzo Dosi Delfini, sede della provincia dal 2006 al 2013

### Presidenti della Deputazione provinciale (1944-1952)
| Nº | Nº | Ritratto | Nome                                       | Mandato           | Mandato          | Partito              |
| Nº | Nº | Ritratto | Nome                                       | Inizio            | Fine             | Partito              |
| -- | -- | -------- | ------------------------------------------ | ----------------- | ---------------- | -------------------- |
| –  |    |          | Alfonso Apicella (Commissario prefettizio) | 25 giugno 1944    | 6 settembre 1944 | —                    |
| 1  |    |          | Luigi Colarieti                            | 14 settembre 1944 | 22 luglio 1946   | ?                    |
| 2  |    |          | Ivo Coccia                                 | 24 agosto 1946    | 21 febbraio 1948 | Democrazia Cristiana |
| 3  |    |          | Giovanni Fiori                             | 6 marzo 1948      | 22 maggio 1952   | ?                    |

### Presidenti della provincia (dal 1952)
| Mandato         | Mandato           | Nome                 | Partito                     | Ritratto |
| Inizio          | Fine              | Nome                 | Partito                     | Ritratto |
| --------------- | ----------------- | -------------------- | --------------------------- | -------- |
| 5 luglio 1952   | 8 febbraio 1954   | Luigi Colarieti      | ?                           |          |
| 8 maggio 1954   | 8 ottobre 1955    | Fernando Ricca       | ?                           |          |
| 8 ottobre 1955  | 31 marzo 1958     | Ivo Coccia           | Democrazia Cristiana        |          |
| 5 maggio 1958   | 19 maggio 1958    | Alberto Mario Cirese | Partito Socialista Italiano |          |
| 14 giugno 1958  | 20 settembre 1960 | Roberto Chiaretti    | ?                           |          |
| 23 marzo 1961   | 18 febbraio 1963  | Marzio Bernardinetti | Democrazia Cristiana        |          |
| 3 giugno 1963   | 14 aprile 1970    | Alfredo Sebastiani   | ?                           |          |
| 24 ottobre 1970 | 11 ottobre 1973   | Leonardo Leonardi    | ?                           |          |
| 6 novembre 1973 | 30 aprile 1975    | Manlio Ianni         | Democrazia Cristiana        |          |
| 20 ottobre 1975 | 8 marzo 1982      | Bruno Vella          | Partito Socialista Italiano |          |
| 15 marzo 1982   | 18 giugno 1985    | Giovanni Antonini    | Democrazia Cristiana        |          |
| 31 luglio 1985  | 12 giugno 1986    | Pio Gatti            | Democrazia Cristiana        |          |
| 12 giugno 1986  | 31 luglio 1990    | Mario Marchionni     | Democrazia Cristiana        |          |
| 31 luglio 1990  | 8 maggio 1995     | Cesare Giuliani      | Democrazia Cristiana        |          |

#### Eletti direttamente dai cittadini (1995-2014)
| Nº             | Ritratto         | Ritratto | Nome                                         | Mandato          | Mandato          | Partito                                 | Elezione |
| Nº             | Ritratto         | Ritratto | Nome                                         | Inizio           | Fine             | Partito                                 | Elezione |
| -------------- | ---------------- | -------- | -------------------------------------------- | ---------------- | ---------------- | --------------------------------------- | -------- |
|                |                  |          | Giosuè Calabrese                             | 8 maggio 1995    | 8 novembre 1995  | Partito Popolare Italiano               | 1995     |
|                |                  |          | Mario Zirilli (Commissario prefettizio)      | 8 novembre 1995  | 29 dicembre 1995 | —                                       | 1995     |
|                |                  |          | Giosuè Calabrese                             | 29 dicembre 1995 | 28 giugno 1999   | Partito Popolare Italiano La Margherita | 1995     |
| 28 giugno 1999 | 28 giugno 2004   | 1999     | Giosuè Calabrese                             |                  |                  | Partito Popolare Italiano La Margherita |          |
|                |                  |          | Fabio Melilli                                | 28 giugno 2004   | 23 giugno 2009   | La Margherita Partito Democratico       | 2004     |
| 23 giugno 2009 | 12 febbraio 2013 | 2009     | Fabio Melilli                                |                  |                  | La Margherita Partito Democratico       |          |
|                |                  |          | Giancarlo Felici (Commissario straordinario) | 12 febbraio 2013 | 13 ottobre 2014  | —                                       | —        |

#### Eletti dai sindaci e consiglieri della provincia (dal 2014)
| Nº | Ritratto | Ritratto | Nome             | Mandato          | Mandato          | Partito             | Elezione |
| Nº | Ritratto | Ritratto | Nome             | Inizio           | Fine             | Partito             | Elezione |
| -- | -------- | -------- | ---------------- | ---------------- | ---------------- | ------------------- | -------- |
|    |          |          | Giuseppe Rinaldi | 13 ottobre 2014  | 1º novembre 2018 | Partito Democratico | 2014     |
|    |          |          | Mariano Calisse  | 1º novembre 2018 | 29 gennaio 2023  | Lega                | 2018     |
|    |          |          | Roberta Cuneo    | 29 gennaio 2023  | in carica        | Lega                | 2023     |